# 칩과 데일
칩과 데일(Chip and Dale)은 월트 디즈니 컴패니의 다람쥐 캐릭터이다. 도널드 덕에서 주로 많이 등장하는 주인공이다.

## 설정
칩은 지기 싫어하며 지혜롭고 데일은 게으르고 장난끼가 많다. 둘 다 말이 빠르고 높은 목소리를 가졌다.

## 관계
칩과 데일이 주로 괴롭히는 대상은 도널드 덕이다. 대개 단편 시리즈나 미키 마우스 워크에서 도널드는 그들의 보금자리인 나무를 이런저런 이유로 베어버리거나, 베려고 하는데 거기에 대한 복수 혹은 그것을 막기 위해 어떻게든 도널드를 방해한다. 하지만 도널드 덕에게 반대로 괴롭힘을 당하는 일도 많다. 때에 따라선 미키도 예외가 아니다. 미키 마우스 워크 외에 하우스 오브 마우스, 미키의 클럽하우스에도 등장한다.